# Interstate 99
De Interstate 99 (afgekort: I-99) is een Interstate highway in de Amerikaanse staat Pennsylvania. De snelweg loopt van Bedford aan de I-70 tot aan de I-80, in het midden van de staat Pennsylvania. Momenteel heeft de I-99 weinig doorgaand belang. Het nummer I-99 valt niet goed in het grid, diverse lagere nummers lopen oostelijker, vanaf de I-81 en hoger.

## Traject
De snelweg begint even ten zuiden van Bedford, en kruist daar de US 30, voordat men de Interstate 70 kruist, die is dubbelgenummerd met de I-76, en samen een corridor vormt vanaf Cleveland en Pittsburgh naar Philadelphia en Baltimore. De I-99 loopt door het heuvelachtige gebied van de Appalachen. Men bereikt na 35 kilometer de stad Altoona. Vanaf hier loopt de US 22 naar het westen, als snelweg richting Pittsburgh. Men passeert beboste dalen, wanneer de I-99 wat naar het noordoosten afbuigt. Tussen Tyrone en State College mist nog een gedeelte, dit wordt uitgevoerd door de US 220. In State College kruist men de US 322, die naar de hoofdstad Harrisburg loopt. Daarna eindigt de I-99 op de Interstate 80, de snelweg van Cleveland naar New York. 
2 · 4 · 5 · 8 · 10 · 12 · 15 · 16 · 17 · 19 · 20 · 22 · 24 · 25 · 26 · 27 · 29 · 30 · 35 · 37 · 39 · 40 · 43 · 44 · 45 · 49 · 55 · 57 · 59 · 64 · 65 · 66 · 68 · 69 · 70 · 71 · 72 · 73 · 74 · 75 · 76 (west) · 76 (oost) · 77 · 78 · 79 · 80 · 81 · 82 · 83 · 84 (west) · 84 (oost) · 85 · 86 (west) · 86 (oost) · 87 · 88 (west) · 88 (oost) · 89 · 90 · 91 · 93 · 94 · 95 · 96 · 97 · 99 · 165 · 238 · 265 · 277 · 278 · 287 · 355 · 390 · 465 · 485 · 565 · 684 · 787 · 790 · 865

Hawaii:
H-1 · H-2 · H-3  
Alaska:
A-1 · A-2 · A-3 · A-4  
Puerto Rico:
PR-1 · PR-2 · PR-3